# Stanimir Ilcev
Stanimir Iankov Ilcev (bulgară Станимир Янков Илчев) este un om politic bulgar, membru al Parlamentului European în perioada ianuarie - mai 2007 din partea Bulgariei.
1. 1 2  Strazha.bg
2. 1 2  Deputații în Parlamentul European
3. 1 2  Strazha.bg, accesat în 11 ianuarie 2023